# Oxymacaria tephrinata
Oxymacaria tephrinata là một loài bướm đêm trong họ Geometridae.